# 光亮密藏花

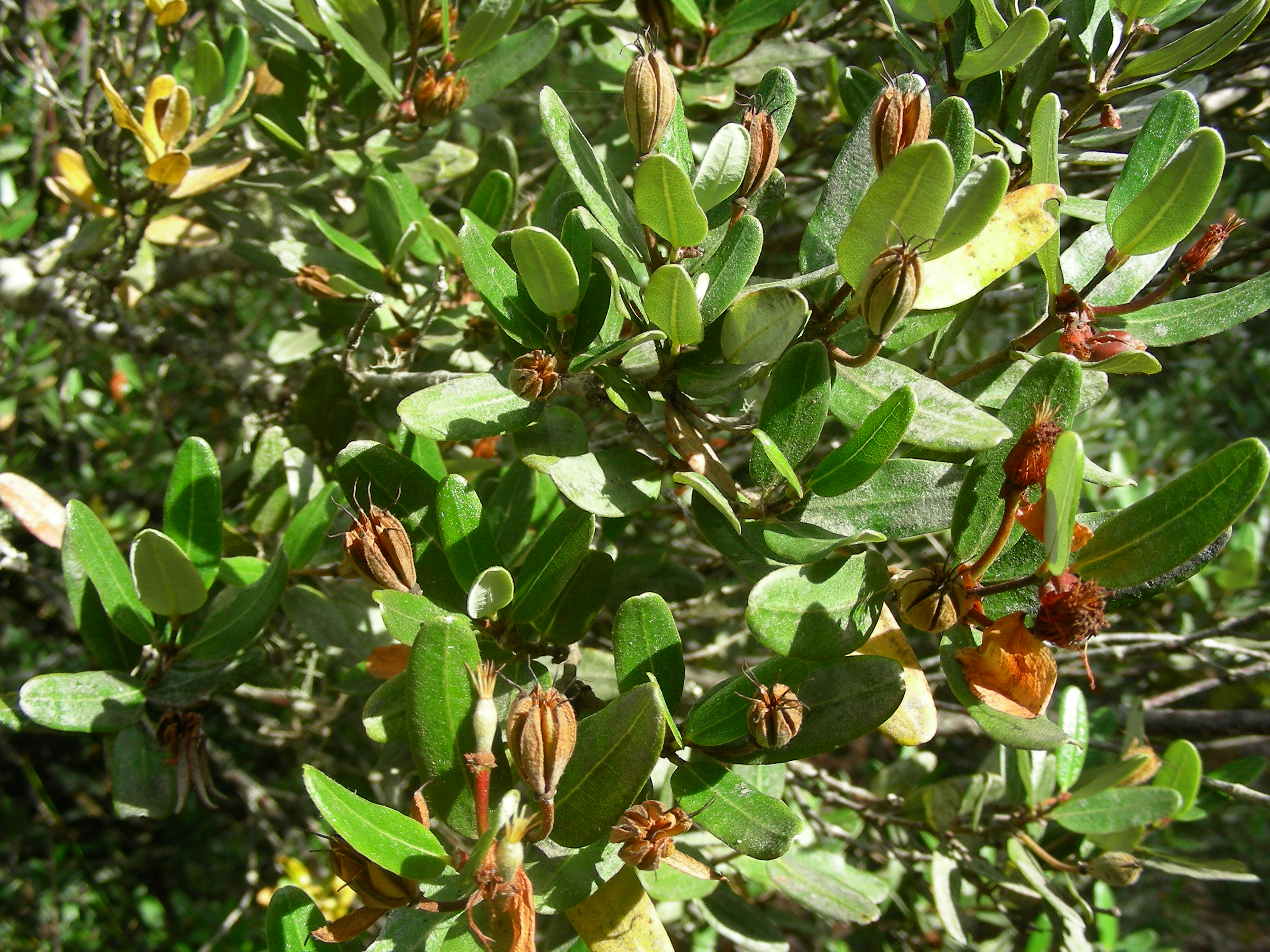
熟透並裂開的蒴果。位於陆上通道，搖籃山-聖克萊爾湖國家公園。

塔斯馬尼亞州出產的玻璃罐裝革木蜂蜜。

光亮密藏花（学名：Eucryphia lucida），在澳大利亚俗称革木（Leatherwood），是塔斯馬尼亞州特有的乔木或亚灌木。是相当热门的园艺及蜜源植物，并被澳大利亚植物学会塔斯马尼亚分部（ANPSA）推介为塔州州花的其一候选（另一候选为蓝桉）。在早期的文獻紀錄中被紀錄為 E. billiarderi，目前为该植物之別名。

## 特徵
成株的高度平均有2至10（6.6至32.8英尺），但在特殊情況下也能長到最多25（82英尺）的高度。橢圓形深綠色葉片長約2至4（0.79至1.57英寸）。 春夏季開白花，直徑2.5至4（0.98至1.57英寸），四片花瓣，樣貌與單瓣玫瑰近似，花香氣濃重，尤其天暖時會更強烈。開花的部位時常會覆蓋著黏稠的樹液。花謝後結蒴果，於秋季成熟。
該物種最初由法國自然學家雅克·拉比亚迪埃記載於文獻中。 

## 分布及棲息地
該物種廣布於塔斯馬尼亞的潮濕森林中，主要分布於島上自塔基恩（Takine）至西南原野（South West Wilderness）的西海岸地區。它作為林下植物分布，喜好年降雨量1,500至2,500（59至98英寸）之多濕氣候。
在塔州西部之賽艇角（Regatta Point）的早期更新世地層挖掘出與今日光亮密藏花特徵相近之葉片化石，可以推測出該物種的近親自更新世起就已經遍布於島上。 

## 栽培
光亮密藏花除種子外，也能透過扦插繁殖，使它成為熱門的園藝植物。在排水良好的土壤，以及有適量掩蔽、濕度高的環境，成長最為快速。植株需要定期修剪方能長得齊整。在塔斯馬尼亞的養蜂業，光亮密藏花被培養作為生產蜂蜜之用。光亮密藏花蜜乃相當有名的單花蜜，在慢食運動中也被列為美味方舟其中的一項食材。多年間，塔州的養蜂業者持續遊說政府加強保護這項貴重的經濟資源，避免該物種的棲息地遭到當地伐木業的影響。
多數光亮密藏花深藏於塔州西海岸原始林中，因此在一月至三月的花期之間，當地的養蜂業者會進入森林紮營以採集花蜜。 

### 品種
- Eucryphia 「Pink Cloud」 （粉紅雲）（ACRA reference: ACC368），是開粉紅色花的品種，在1984年，由肯·吉蘭德斯於塔州西北角的史密斯頓發現。
- E. 「Leatherwood Cream」 （奶油皮革樹）（ACRA reference: ACC006），葉片邊緣有奶油色斑點的品種。
- E. 「Ballerina」 （芭蕾舞女）（ACRA reference: ACC469）開粉紅色、紅邊大花的品種，於1986年塔州西部被發現。
- E. 「Gilt Edge」 （燙金箔）
- E. 「Gold Rim」 （金輪框）
- E. 「Dumpling」 （餃子），矮小的白花品種，最多只能長到1（3.3英尺）高。由英國德文郡的園藝公司薩頓斯（Suttons）栽培。

## 外部連結
- Growing Native plants: Eucryphia lucida -- 澳大利亞國立植物園（页面存档备份，存于）
- Eucryphia lucida -- 澳大利亚植物学会（页面存档备份，存于）
- 澳大利亞栽培種目錄：E. 'Pink Cloud'（页面存档备份，存于）
- 澳大利亞栽培種目錄：E. 'Leatherwood Cream'（页面存档备份，存于）
- 澳大利亞栽培種目錄：E. 'Ballerina'（页面存档备份，存于）